# Henrietta Bussell
Henrietta (Hettie) Langdale Bussell (19 de febrero de 1917 - diciembre de 1996) fue la primera ingeniera ferroviaria británica. Fue presidenta de la Women's Engineering Society de 1976 a 1977.

## Biografía
Bussell nació en Londres, pero se mudó a Newport, Monmouthshire a los 12 años con su familia. Allí ganó una beca para asistir a una nueva escuela primaria en Monmouthshire, donde desarrolló su amor por las matemáticas y la física.
Bussell terminó la escuela en 1933 durante la Gran Depresión, una época en la que era difícil encontrar trabajo. Se presentó a un examen de ingreso al Servicio Civil en 1934, donde no consiguió ninguna de las 4 vacantes que había para 2.000 candidatos. Ese mismo año, obtuvo el segundo lugar en un examen para unirse a Great Western Railway, donde solo el ganador del primer lugar consiguió entrar en la empresa.
Sin embargo, Great Western Railway poco después tuvo una vacante en Cardiff en la Oficina de Dibujo, parte del Departamento de Ingeniería Civil. Bussell se puso en contacto con la empresa para recordarles su segundo puesto en el examen. Con ello, pudo obtener un puesto como trazadora en agosto de 1934.
Bussell enfermó gravemente en 1989 y murió en Colchester en 1996.

## Carrera profesional e intereses
En 1942, el ingeniero civil jefe de GWR nombró a Bussell como personal técnico subalterno en calidad de dibujante (mujer).
Bussell se trasladó a British Rail, donde fue ascendida a varios puestos:
- Dibujante asistente en 1948
- Asistente técnico en 1957
- Asistente de ingeniería en 1966
- Asistente superior de ingeniería en 1971[3]

Bussell era miembro del equipo directivo de British Railway.
Bussell tenía un gran interés en las obras de túneles, en particular el Túnel del Canal de la Mancha.

## Defensa de las mujeres en la ingeniería.
Bussell fue una defensora de la participación de las mujeres en la ingeniería.
Bussell se unió a la Women's Engineering Society en 1951 y se convirtió en miembro activo de la sucursal de Londres. Se unió al consejo de la Sociedad en 1961 antes de convertirse en Presidenta de 1976 a 1977, sucediendo a Gwendolen 'Bunty' Sergant y siendo sucedida por Veronica Milligan.
Asistió a la segunda Conferencia Internacional de Mujeres Ingenieras y Científicas en Cambridge en 1967, donde, entre otras cosas, el ingeniero indio KK Khubchandani le enseñó a usar un sari junto con otros miembros e ingenieros de WES, Rose Winslade, Cicely Thompson y las delegadas estadounidenses. Louise Davies y Betty Lou Bailey.